# یواس‌اس بازیلون (دی‌دی-۸۲۴)
یواس‌اس بازیلون (دی‌دی-۸۲۴) (به انگلیسی: USS Basilone (DD-824)) یک کشتی بود که طول آن ۳۹۰ فوت ۶ اینچ (۱۱۹٫۰۲ متر) بود. این کشتی در سال ۱۹۴۵ ساخته شد.